# Distretto di Wuzhong
Il distretto di Wuzhong (吴中区S, Wúzhōng QūP) è un distretto della Cina, situato nella provincia di Jiangsu e amministrato dalla prefettura di Suzhou.